# Бикачи (Бихор)
Бикачи (рум. Bicaci) насеље је у Румунији у округу Бихор у општини Ђепиу. Oпштина се налази на надморској висини од 106 m.

## Становништво
Према подацима из 2002. године у насељу је живело 588 становника.

### Попис2002.
| Расподела становништва по националности 2002.‍ | Расподела становништва по националности 2002.‍ | Расподела становништва по националности 2002.‍ | Расподела становништва по националности 2002.‍ | Расподела становништва по националности 2002.‍ |
| --------------------------------------------- | --------------------------------------------- | --------------------------------------------- | --------------------------------------------- | --------------------------------------------- |
|                                               |                                               |                                               |                                               |                                               |
| Румуни                                        | Румуни                                        |                                               | 378                                           | 64,6%                                         |
| Мађари                                        | Мађари                                        |                                               | 172                                           | 29,4%                                         |
| Роми                                          | Роми                                          |                                               | 17                                            | 2,9%                                          |
| Словаци                                       | Словаци                                       |                                               | 18                                            | 3,1%                                          |